# Sito palafitticolo del Frassino
Il sito palafitticolo del Frassino è un sito archeologico dell'età del bronzo parte del sito UNESCO che riunisce una serie di siti palafitticoli che circondano le Alpi, situato in prossimità della riva del lago del Frassino, nel comune di Peschiera del Garda.

## Storia
Il sito è stato scoperto sul finire degli anni ottanta del Novecento da alcuni cittadini, nonostante fossero già stati ritrovati precedentemente elementi di interesse archeologico nei pressi della sponda del lago, cui non erano però corrisposti approfondimenti archeologici. Ricerche approfondite furono attuate quindi tra il 1989 e il 2000 dalla Soprintendenza per i Beni Archeologici del Veneto sotto la direzione di Luciano Salzani e Luigi Fozzati, tramite tecniche di scavo proprie dell'archeologia subacquea. Lo scavo ha consentito la realizzazione di un rilievo topografico e il prelievo di alcuni campioni dai pali in legno, da cui è stato possibile datare l'abitato.
Nel 2011 il sito è divenuto Patrimonio dell'umanità dell'UNESCO insieme ai vicini siti di Lugana Vecchia e Belvedere, all'interno del progetto seriale "Siti palafitticoli preistorici dell'arco alpino", che include 111 siti villaggi palafitticoli ritenuti i più interessanti tra i circa 1000 siti noti presenti in altri sei Paesi oltre all'Italia: Svizzera, Austria, Francia, Germania e Slovenia.

## Descrizione
Il sito palafitticolo è un'area sommersa a 3-4 metri di profondità cui corrispondeva un abitato preistorico situato lungo la sponda sud-occidentale del lago del Frassino e di cui rimane buona parte della palificazione in legno su cui si impostavano le abitazioni. Durante le indagini archeologiche sono stati recuperati elementi ceramici di notevole interesse: tazze ad orlo esoverso con decorazione a croce incisa; tazze biconiche con bugnette sulla carena; tazze troncoconiche con orlo introflesso ed ansa a nastro verticale; altri tipi di tazze collocabili nel momento di passaggio tra l'antica e la media età del bronzo del bacino del lago di Garda.